# 哈利·威爾遜
哈利·威爾遜（英語：Harry Wilson；1997年3月22日—）是一位威爾斯足球運動員，司職翼鋒。現時效力英超球會富勒姆，威爾斯足球代表隊成員。

## 生平
威爾遜出身自英超球隊利物浦青訓，另外他曾是利物浦U23隊長。
2013年10月15日，威爾遜以16歲207天成為威爾斯最年輕上陣球員，打破之前由巴利所保持的紀錄。
2021年5月，威爾遜被選入威爾士隊2020年歐洲國家盃大名單。
2021年7月24日，威爾遜與英冠球會富勒姆簽訂了一份為期五年的合約。

## 榮譽

### 俱樂部
富勒姆
- 英格蘭足球冠軍聯賽冠軍：2021–22[6]賽季

### 個人
- 利物浦青年隊賽季最佳球員：2017-18賽季

## 外部連結
- Soccerway資料庫：哈利·威爾遜

Category:雷克瑟姆自治郡足球運動員